# Olbramovice

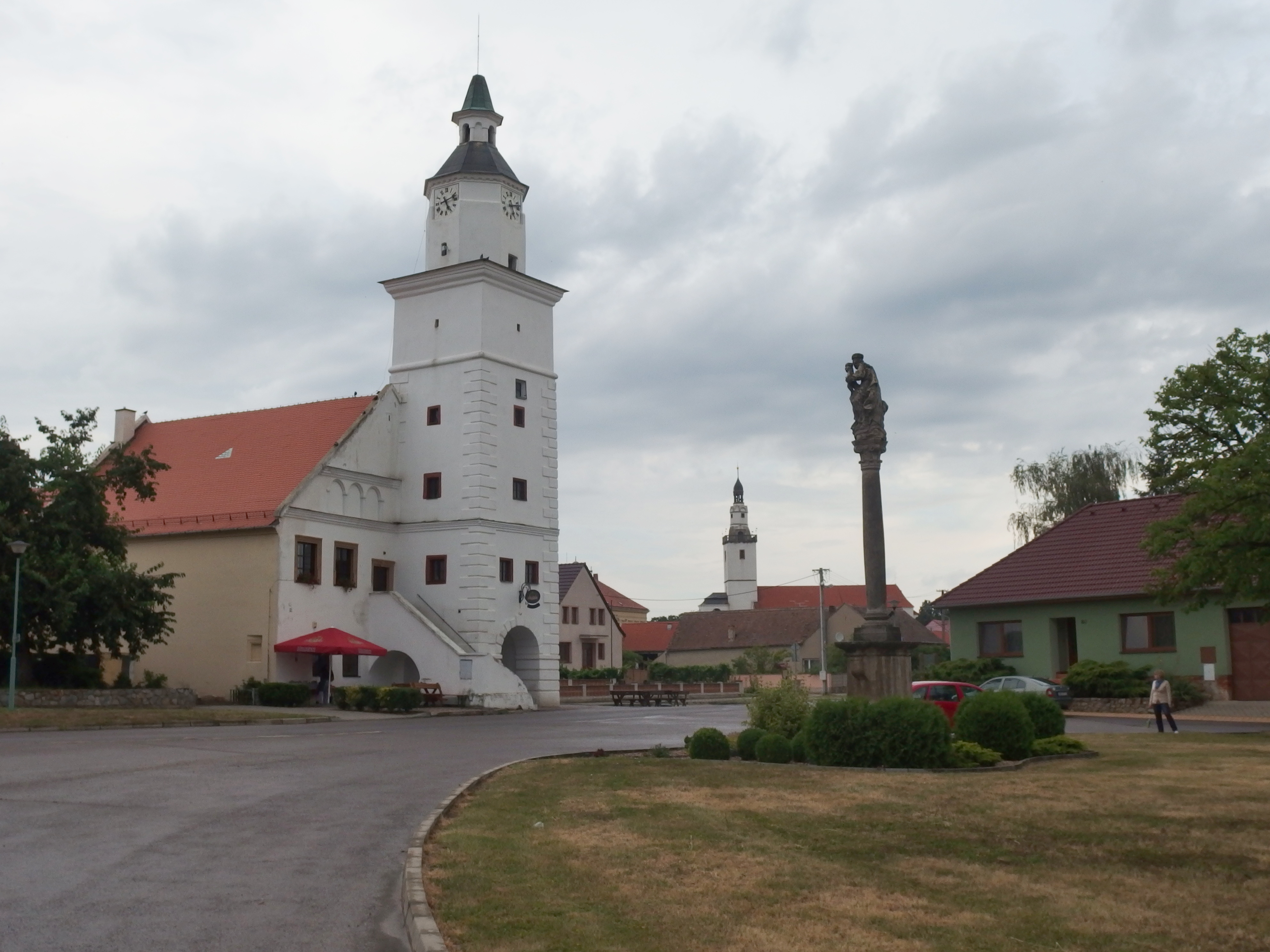
Marktplatz mit Rathaus und Mariensäule

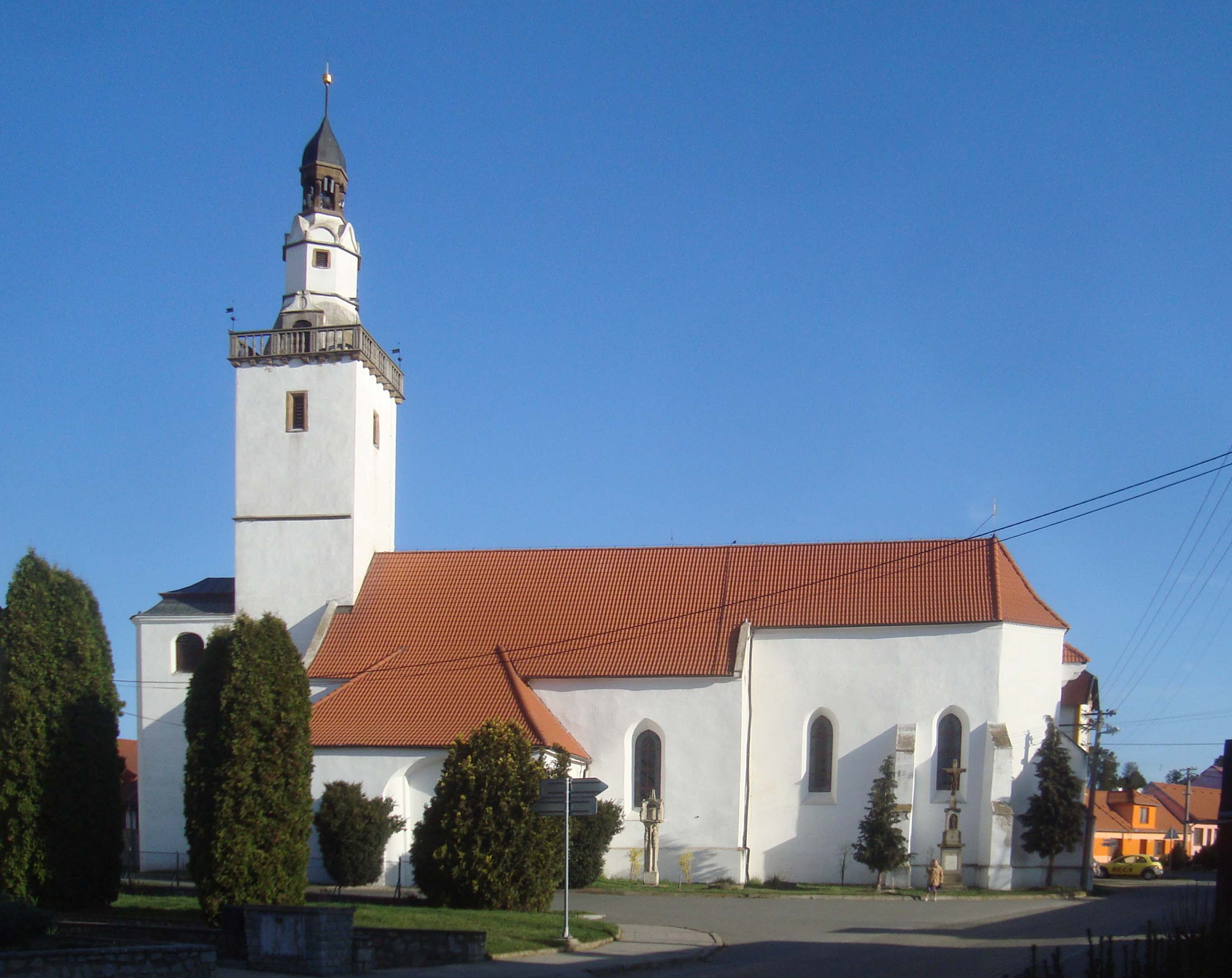
Kirche Jakobus des Älteren

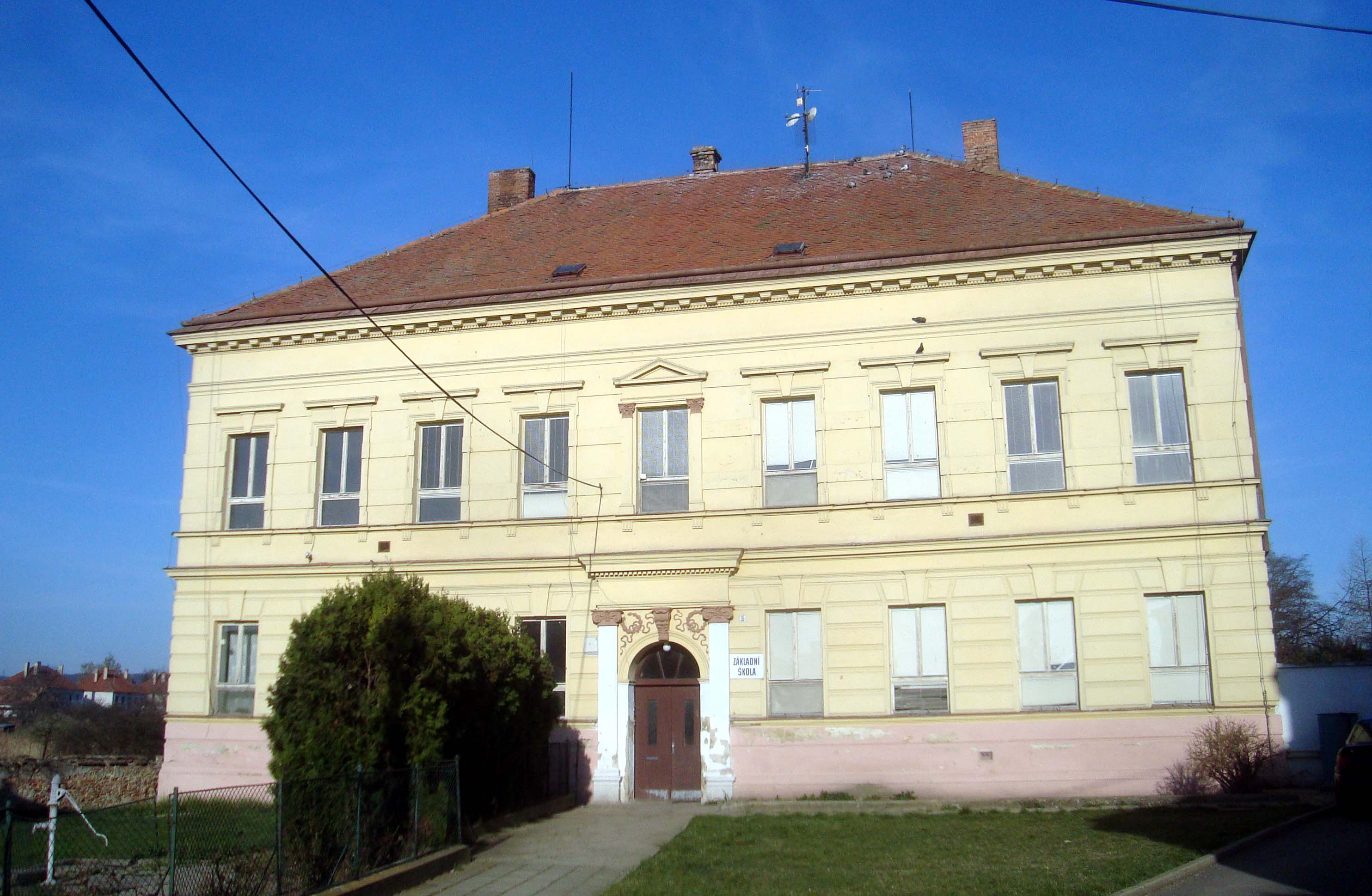
Grundschule

Olbramovice (deutsch Wolframitz) ist eine Minderstadt in Südmähren (Tschechien). Der Ort liegt 20 km nördlich der österreichischen Grenze im Okres Znojmo (Bezirk Znaim). Der Ort ist als ein Platzdorf angelegt.

## Geographie
Die Ortschaft liegt am südöstlichen Fuße des Leskoun (Miskogel, 371 m) und die Hauptdurchgangsstraße verläuft in ost-westlicher Richtung. Am Miskogel wurde nach dem Ersten Weltkrieg ein Steinbruch errichtet, ursprünglich hatte der Berg eine Höhe von 387 m.
Nachbarorte sind Vedrovice im Norden, Kubšice (Gubschitz) im Nordosten, Lidměřice (Lidmeritz) im Südosten, Želovice (Klein Seelowitz) im Süden, Pemdorf im Südwesten, Bohutice im Westen und Lesonice im Nordwesten.

## Geschichte
Zwar war das Gebiet von Wolframitz schon seit der Bronzezeit bewohnt, doch der heutige Ort wurde von einem Wolfram im 13. Jahrhundert gegründet. Die bis 1945 gesprochene „ui“- Mundart (bairisch-österreichisch) mit ihren speziellen Bairischen Kennwörtern weist auf eine Besiedlung durch deutsche Stämme hin, wie sie vor allem im 12/13. Jahrhundert erfolgte. Aufgrund besonderer Zwielaute unterscheidet sich diese Mundart von der mittelbairischen, welches im Osten von Südmähren gesprochen wird. Da diese Zwielaute in der nordbairischen Mundart verwendet werden, dürften die ersten Siedler aus der oberpfälzischen Raum stammen. Die erste urkundliche Erwähnung war am 24. September 1436, als Markgraf Albrecht von Österreich den Ort zum Markt erklärte. Er erlaubte dem Ort die Abhaltung von zwei Jahrmärkten.
Um das Jahr 1590 ließen sich die Täufer im Ort nieder und bereits ab dem Jahre 1555 war der Pfarrer im Ort evangelisch. Im Jahre 1596 erhielt Wolframitz von Rudolf II. Weinbergrechte und weitere Marktprivilegien, worunter auch das Weinschankrecht war. Erst während des Dreißigjährigen Krieges im Jahre 1627 bekannten sich die Wolframitzer wieder zum katholischen Glauben und die Täufer wurden des Landes verwiesen. Diese wanderten größtenteils nach Siebenbürgen aus. Ab 1651 gehörte der Ort der Familie Liechtenstein und somit zur Herrschaft Mährisch Kromau. Die Matriken werden seit 1680 im Ort geführt.
Nach den Schulreformen der Kaiserin Maria Theresia wurde eine Schule im Rathaus eingerichtet. Diese war auch für die Kinder der Gemeinde Klein Seelowitz, Lidmeritz, Babitz und Gubschitz vorgesehen.
Die Entwicklung des Ortes steigerte sich rasant durch den Bau der Eisenbahn im Jahre 1839 und den dazugehörigen Bahnhof in Wolframitz. Im Jahre 1866 wütete die Cholera im Ort, welche im Österreichisch-Preußischen Krieg von preußischen Soldaten eingeschleppt wurde. Um dem größeren Verkehrsaufkommen Herr zu werden, wurde in den Jahren 1880–1890 eine gepflasterte Bezirksstraße von Wolframitz über Lidmeritz-Schömitz nach Lodenitz gebaut. Im Jahre 1885 wurde im Ort die Freiwillige Feuerwehr Wolframitz gegründet. Der größte Teil der Wolframitzer lebte von der Vieh- und Landwirtschaft, wobei der in Südmähren seit Jahrhunderten gepflegte Weinbau einen besonderen Stellenwert einnahm. Aufgrund des günstigen Klimas wurden neben verschiedenen Getreidesorten, Zuckerrüben, Kartoffeln, Mais, Kraut, Gurken, Salate, Lauch, Rettich, Spinat, Melonen, Birnen, Äpfel, Zwetschgen, Kirschen, Pfirsiche und Marillen angebaut. Auch die Jagd war mit zu 1.400 geschossenen Hasen jährlich ertragreich. Der anfangs wichtige Weinbau ging durch die Reblausplage, um 1864, fast völlig zugrunde. Neben dem üblichen Kleingewerbe gab eine Mühle und zwei Autobusunternehmen.
Nach dem Ersten Weltkrieg, der 20 Opfer unter den Wolframitzern forderte, zerfiel der Vielvölkerstaat Österreich-Ungarn. Der Vertrag von Saint-Germain, erklärte den Ort, dessen Bevölkerung im Jahre 1910 zu 98 % Deutschsüdmährer waren, 1919 zum Bestandteil der neuen Tschechoslowakischen Republik. Im Jahre 1930 wurde die Dorfstraße ausgebaut. In der Zwischenkriegszeit kam es durch Neuernennungen von Beamten zu einem vermehrten Zuzug von Personen tschechischer Nationalität. Diese, sowie andere Maßnahmen, wie die Bodenreform und das Sprachengesetz (1920) sowie die Sprachenverordnung (1926) führten zu Spannungen innerhalb des Landes. Nach dem Münchner Abkommen, gehörte Wolframitz zwischen 1938 und 1945 zum Landkreis Znaim im Reichsgau Niederdonau.
Nach dem Ende des Zweiten Weltkrieges, welcher 47 Opfer forderte, kam die Gemeinde am 8. Mai 1945 wieder zur Tschechoslowakei zurück. Bei Nachkriegsexzessen durch militante Tschechen kamen sieben Wolframitzer zu Tode. Viele deutsche Bürger aus Wolframitz flüchteten über die nahe Grenze nach Österreich oder wurden hinüber getrieben. Bis auf 51 Personen wurden alle Ortsbewohner zwischen dem 30. März und dem 18. September 1946 zwangsausgesiedelt. Das Vermögen der Deutschen wurde durch das Beneš-Dekret 108 konfisziert, das Vermögen der evangelischen Kirche durch das Beneš-Dekret 131 liquidiert und die katholische Kirche in der kommunistischen Ära enteignet. Die in Österreich befindlichen Wolframitzer wurden entsprechend den im Potsdamer Kommuniqués genannten „Transfer“-Zielen bis auf ca. 26 Personen nach Deutschland abgeschoben. Sieben Personen wanderten nach Kanada und eine nach Afrika aus. Der Ort wurde wieder neu besiedelt.
1949 wurden Želovice (Klein Seelowitz), Lidměřice (Lidmeritz) und Babice (Babitz) eingemeindet. Im Jahre 1998 spendeten Vertriebene für die Renovierung der Pfarrkirche und des Pfarrhauses in Olbramovice (Wolframitz) sowie für die Rettung des Hausberges Leskoun und Bewahrung des dortigen Naturschutzgebietes vor einer Ausbeutung als Steinbruch. Seit dem 23. Oktober 2007 ist Olbramovice wieder ein Městys.

## Gemeindegliederung
Für den Městys Olbramovice sind keine Ortsteile ausgewiesen. Zu Olbramovice gehören die Ortslagen Želovice (Klein Seelowitz), Lidměřice (Lidmeritz), Babice (Babitz) und Na Samotě (Klein Seelowitzer Wirtshaus).
Das Gemeindegebiet bildet den Katastralbezirk Olbramovice u Moravského Krumlova.

## Wappen und Siegel
Im 15. Jh. erhielt der Ort ein Siegel, aber der erste Abdruck des Siegels stammte aus dem Jahre 1557. Das Siegel zeigt innerhalb einer Umschrift einen aus Weinlaub aufragenden Weinbauern in typischer zeitgenössischer Tracht des 15. Jh. In den erhobenen Händen hält er rechts eine beblätterte Traube und links ein Rebmesser. Dieses Siegel wird bis zum 19. Jh. unverändert verwendet. Später erhielt der Ort einen bildlosen Schriftstempel.

## Bevölkerungsentwicklung
| Volkszählung | Einwohner gesamt | Volkszugehörigkeit der Einwohner | Volkszugehörigkeit der Einwohner | Volkszugehörigkeit der Einwohner |
| Jahr         | Einwohner gesamt | Deutsche                         | Tschechen                        | Andere                           |
| ------------ | ---------------- | -------------------------------- | -------------------------------- | -------------------------------- |
| 1880         | 545              | 507                              | 32                               | 6                                |
| 1890         | 547              | 518                              | 26                               | 3                                |
| 1900         | 539              | 509                              | 30                               | 0                                |
| 1910         | 488              | 478                              | 10                               | 0                                |
| 1921         | 491              | 426                              | 44                               | 21                               |
| 1930         | 509              | 427                              | 70                               | 12                               |

## Sehenswürdigkeiten
- Pfarrkirche des hl. Jakob des Älteren (1300) Hochaltar von Andreas Schweigel 1781, 1860 renoviert.
- Rathaus (2. Hälfte des 16. Jh.) Zwei Renaissancetore
- Bildsäule der Muttergottes (17. Jh.)
- Bildsäule des Johann von Nepomuk (1. Hälfte 18. Jh.)[16]
- Friedhof (1645)
- Pfarrhaus, 1668 zerstört, 1758 abgebrannt und wieder aufgebaut.
- „Köpftermarter“ (1472), an der Hinrichtungsstätte, 1729 letztmals zum Enthaupten benutzt.

## Brauchtum
Brauchtum, Märchen und Sagen bereicherten das Leben:
- Zum Fronleichnamsfest schmückte man das gesamte Dorf und das innere der Kirche mit Blumen und hielt eine Prozession ab.
- Die drei Jahrmärkte fanden am Mittwoch vor Palmsonntag, am 29. September und am 2. Mittwoch vor Weihnachten statt.
- Die Maimusik war am 1. Mai, weiters gab es einen Jakobi-Kirtag am 25. Juli und einen Kaiserkirtag am 20. Oktober.

## Söhne und Töchter des Ortes
- Andreas Schweigel (1735–1812 Brünn) Bildhauer
- Erhard Raus (1889–1956), Generaloberst